# 雅典奥林匹克体育中心
雅典奥林匹克体育中心（希臘語： Olympiako Athlitiko Kentro Athinon，缩写OAKA）是希腊首都雅典为举办2004年夏季奥林匹克运动会由改造新建的体育中心，它是西班牙建筑师圣地亚哥·卡拉特拉瓦设计的，它位于雅典市中心东北，离市中心约10千米，离奥林匹克村约14.5千米。
整个体育中心由以下运动场组成：
- 奥林匹克体育场：田径、男子足球决赛、开幕式和闭幕式，可容纳7.2万观众，造价1.56亿欧元，运动场的玻璃顶重1.6吨，是世界上最大的玻璃顶，它1982年开始启用，为奥林匹克运动会扩建和现代化改造。
- 奥林匹克运动厅：体操、蹦床、篮球决赛。体操和蹦床比赛时可容纳1.75万观众，篮球决赛时可容纳1.925万观众。
- 奥林匹克水上运动中心：共三个游泳池，游泳、花样游泳、水球和跳水。主游泳池没有装顶棚因为假如装的话无法及时完成。游泳和水球决赛的观众数为1.09万，跳水和水球预选赛的观众数为6200，花样游泳的观众数为5750。
- 奥林匹克网球中心：由中心球场（8600观众），两个半决赛球场（4300观众）和13个外球场（每个可容200观众）组成。
- 奥林匹克室内自行车中心：可容纳5250观众。室内自行车中心的玻璃顶是主运动场玻璃顶的一个缩小版本。

## 外部連結
- 维基共享资源上的相關多媒體資源：雅典奥林匹克体育中心
- Official site （页面存档备份，存于）
- Olympic Indoor hall info and pictures at stadia.gr （页面存档备份，存于）

38°02′19″N 23°47′09″E / 38.03861°N 23.78583°E
Template:雅典地标